# Liste der Biografien/Carp
Liste der Biografien |
Portal Biografien |
Personensuche
# |
A |
B |
C |
D |
E |
F |
G |
H |
I |
J |
K |
L |
M |
N |
O |
P |
Q |
R |
S |
T |
U |
V |
W |
X |
Y |
Z |
?
 
Ca |
Cb |
Cc |
Ce |
Ch |
Ci |
Cj |
Ck |
Cl |
Cm |
Cn |
Co |
Cr |
Cs |
Ct |
Cu |
Cv |
Cw |
Cy |
Cz
 
Caa–Cag |
Cah |
Cai |
Caj |
Cak |
Cal |
Cam |
Can |
Cao–Cap |
Caq |
Car |
Cas |
Cat–Caz
 
Cara |
Carb |
Carc |
Card |
Care |
Carf |
Carg |
Carh |
Cari |
Carj |
Cark |
Carl |
Carm |
Carn |
Caro |
Carp |
Carq |
Carr |
Cars |
Cart |
Caru |
Carv |
Carw |
Cary |
Carz
Die Liste der Biografien führt alle Personen auf, die in der deutschsprachigen Wikipedia einen Artikel haben. Dieses ist eine Teilliste mit 186 Einträgen von Personen, deren Namen mit den Buchstaben „Carp“ beginnt.

## Carp
- Carp, Bernard (1901–1966), niederländischer Segler
- Carp, Hans (1882–1936), deutscher Porträtmaler und Lehrer
- Carp, Joop (1897–1962), niederländischer Segler
- Carp, Peter (* 1955), deutscher Theaterregisseur und Theaterintendant
- Carp, Petru (1837–1919), rumänischer Politiker
- Carp, Stefanie (* 1956), deutsche Dramaturgin und Festival-Intendantin
- Carp, Werner (1886–1950), deutscher Bankier, Bergbau-Manager und Unternehmer

### Carpa
- Carpaccio, Vittore, italienischer MalerVittore Carpaccio

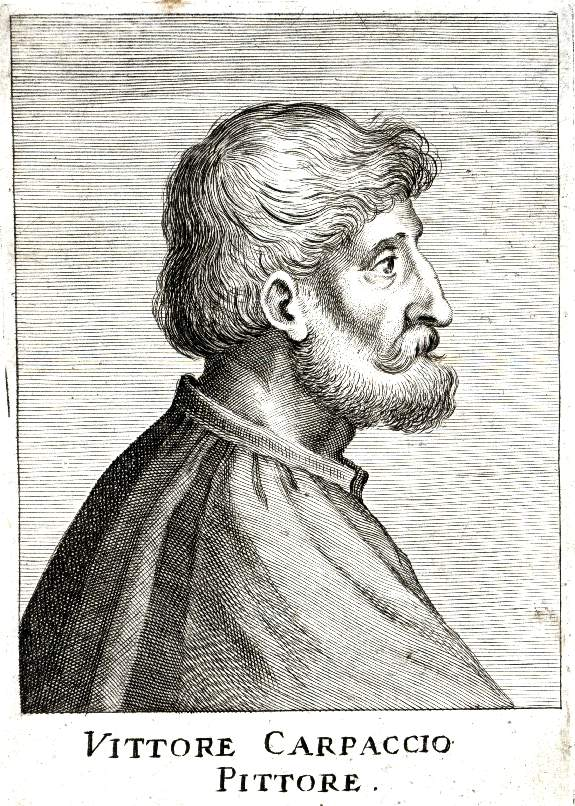
Vittore Carpaccio

- Carpaneda, Luigi (1925–2011), italienischer Florettfechter und Olympiasieger
- Carpani, Giuseppe (1752–1825), italienischer Schriftsteller, Kunsttheoretiker und Biograph
- Carpani, Rachael (* 1980), australische Schauspielerin
- Carpano, Andrea (* 1976), italienischer Eishockeytorwart
- Carpano, Antonio Benedetto (1751–1815), italienischer Destillateur

### Carpe
- Carpé, Allen (* 1894), Bergsteiger
- Carpe, Álvaro (* 2007), spanischer Motorradrennfahrer
- Carpeaux, Jean-Baptiste (1827–1875), französischer Bildhauer
- Carpeaux, Otto Maria (1900–1978), austrobrasilianischer Journalist und Literaturkritiker
- Carpegiani, Paulo César (* 1949), brasilianischer Fußballspieler und -trainer
- Carpegna, Gaspare (1625–1714), italienischer Geistlicher, Bischof und Kardinal der Römischen Kirche
- Carpegna, Giulio (1760–1826), italienischer päpstlicher Diplomat und der letzte Inquisitor in Malta
- Carpegna, Ulderico (1595–1679), italienischer Geistlicher, Kardinal und Bischof
- Carpelan, Bo (1926–2011), finnlandschwedischer Schriftsteller
- Carpelan, Tor (1867–1960), finnländischer Historiker, Biograph und Genealoge
- Carpelan, Wilhelm (1700–1788), schwedischer Generalleutnant
- Carpen, Georgian (* 1987), rumänischer Ringer
- Carpendale, Annemarie (* 1977), deutsche Fernsehmoderatorin und Sängerin
- Carpendale, Howard (* 1946), deutscher Sänger und -Komponist südafrikanischer HerkunftHoward Carpendale (* 1946)

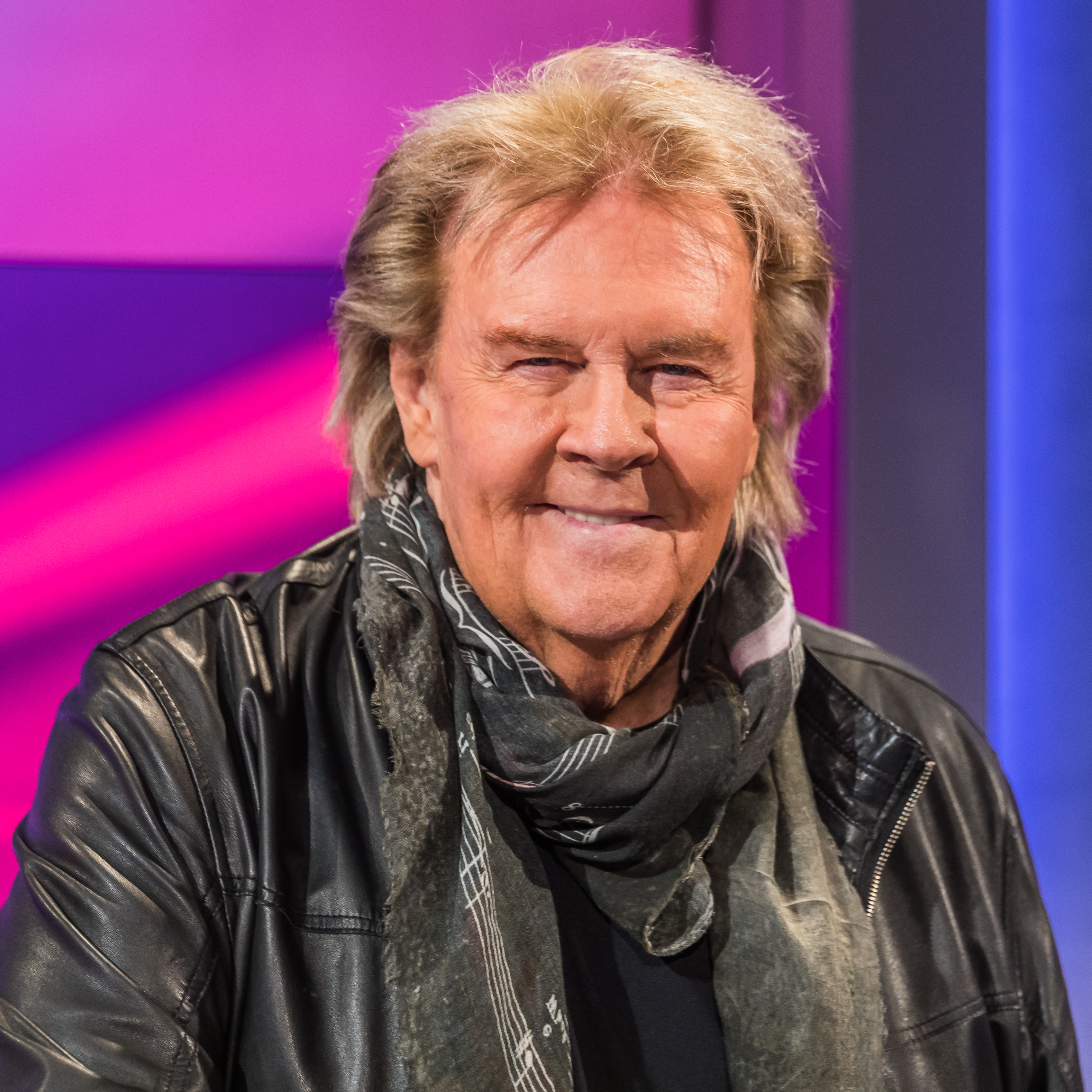
Howard Carpendale (* 1946)

- Carpendale, Wayne (* 1977), deutscher Schauspieler
- Carpeneti, Walter L. (* 1945), US-amerikanischer Jurist
- Carpentarius († 1527), Priester, Märtyrer der Reformation
- Carpenter, Alan (* 1957), australischer Journalist und Politiker
- Carpenter, Alex (* 1994), US-amerikanische Eishockeyspielerin
- Carpenter, Anne E. (* 1976), US-amerikanische Bioingenieurin und Zellbiologin
- Carpenter, B. Platt (1837–1921), US-amerikanischer Jurist und Politiker
- Carpenter, Barbara, englische Badmintonspielerin
- Carpenter, Benjamin (1725–1804), britisch-amerikanischer Militär und Staatsmann
- Carpenter, Bobby (* 1963), US-amerikanischer Eishockeyspieler, -trainer und -funktionär
- Carpenter, Cameron (* 1981), US-amerikanischer Organist und Komponist
- Carpenter, Carleton (1926–2022), US-amerikanischer Schauspieler, Sänger, Songschreiber und Autor
- Carpenter, Cecil, US-amerikanischer Jazz und Blues-Posaunist
- Carpenter, Charisma (* 1970), US-amerikanische SchauspielerinCharisma Carpenter (* 1970)

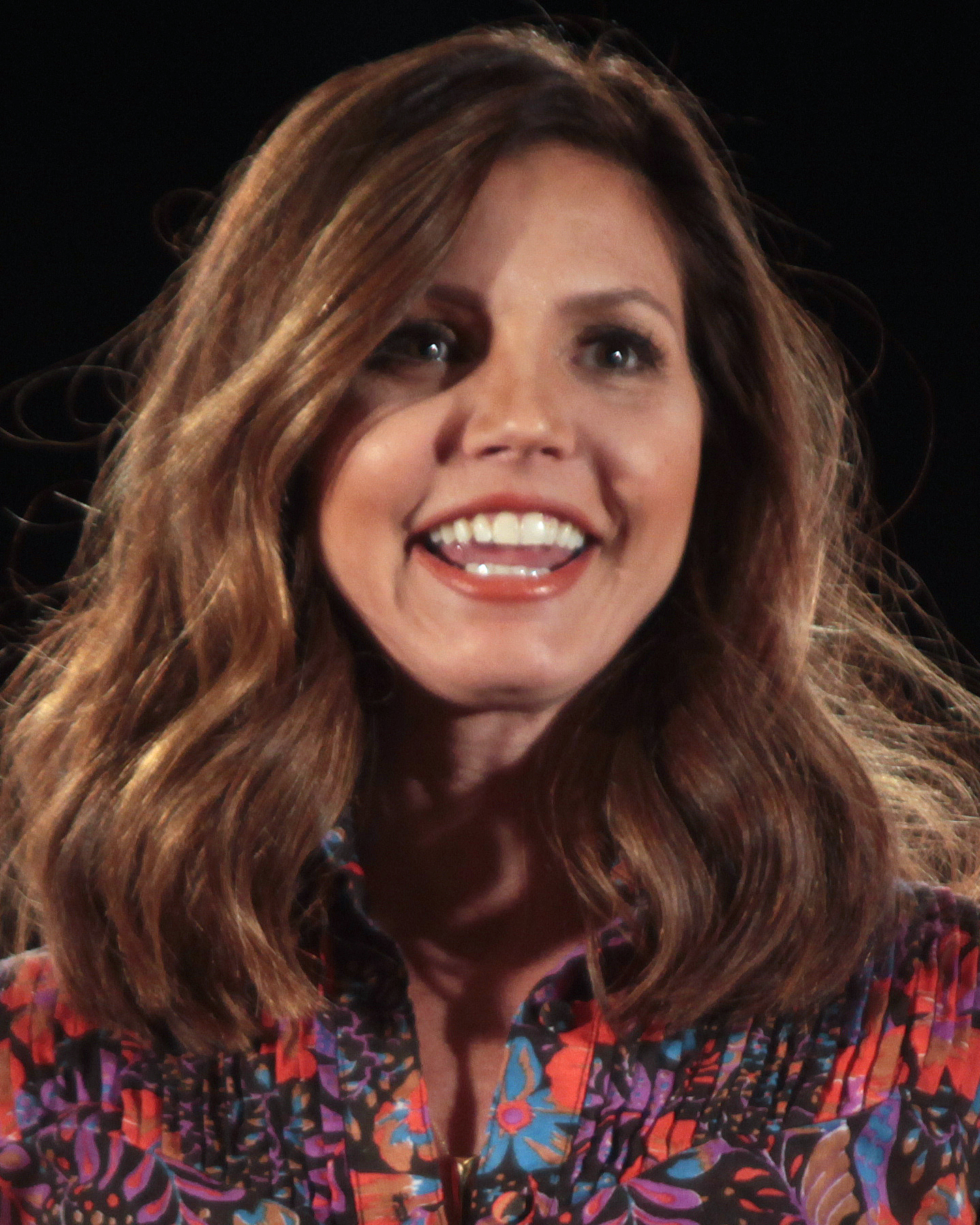
Charisma Carpenter (* 1970)

- Carpenter, Charles (1912–1978), US-amerikanischer Liedtexter und Musikmanager
- Carpenter, Chris (* 1975), US-amerikanischer Pitcher
- Carpenter, Chris, US-amerikanischer Tontechniker
- Carpenter, Chris (* 1985), US-amerikanischer Baseballspieler
- Carpenter, Claude E. (1904–1976), US-amerikanischer Szenenbildner
- Carpenter, Cyrus (1829–1898), US-amerikanischer Politiker
- Carpenter, Dave (1959–2008), US-amerikanischer Jazzmusiker und Komponist
- Carpenter, David (* 1930), US-amerikanischer Serienmörder
- Carpenter, David Aaron (* 1986), US-amerikanischer Bratschist
- Carpenter, Davis (1799–1878), US-amerikanischer Politiker
- Carpenter, Ed (* 1981), US-amerikanischer Automobilrennfahrer
- Carpenter, Eddie (1890–1963), US-amerikanisch-kanadischer Eishockeyspieler
- Carpenter, Edmund Nelson (1865–1952), US-amerikanischer Politiker
- Carpenter, Edward (1844–1929), britischer Autor und Dichter
- Carpenter, Edwin Francis (1898–1963), US-amerikanischer Astronom
- Carpenter, Eliza (1851–1924), US-amerikanische Rennpferdebesitzerin und Jockey
- Carpenter, Ellie (* 2000), australische FußballspielerinEllie Carpenter (* 2000)

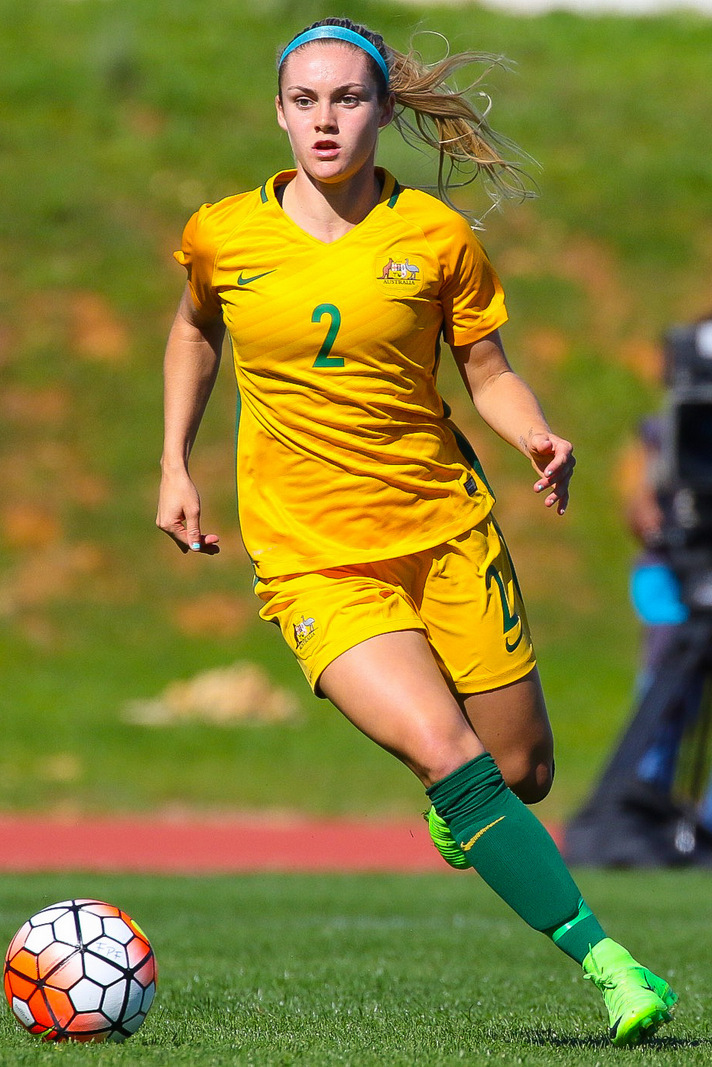
Ellie Carpenter (* 2000)

- Carpenter, Floyd L., US-amerikanischer Offizier, Generalmajor der US Air Force
- Carpenter, Francis Bicknell (1830–1900), US-amerikanischer Porträtmaler
- Carpenter, Frank M. (1902–1994), US-amerikanischer Paläontologe und Entomologe
- Carpenter, Humphrey (1946–2005), britischer Biograph und Kinderbuchautor
- Carpenter, Ike (1920–1998), US-amerikanischer Jazzmusiker (Piano) und Bandleader
- Carpenter, Imogen (1912–1993), US-amerikanische Schauspielerin, Musikerin, Komponistin und Musiklehrerin
- Carpenter, James (1840–1899), britischer Astronom
- Carpenter, James (* 1989), US-amerikanischer American-Football-Spieler
- Carpenter, Jenna (* 1961), US-amerikanische Mathematikerin und Hochschullehrerin
- Carpenter, Jennifer (* 1979), US-amerikanische SchauspielerinJennifer Carpenter (* 1979)

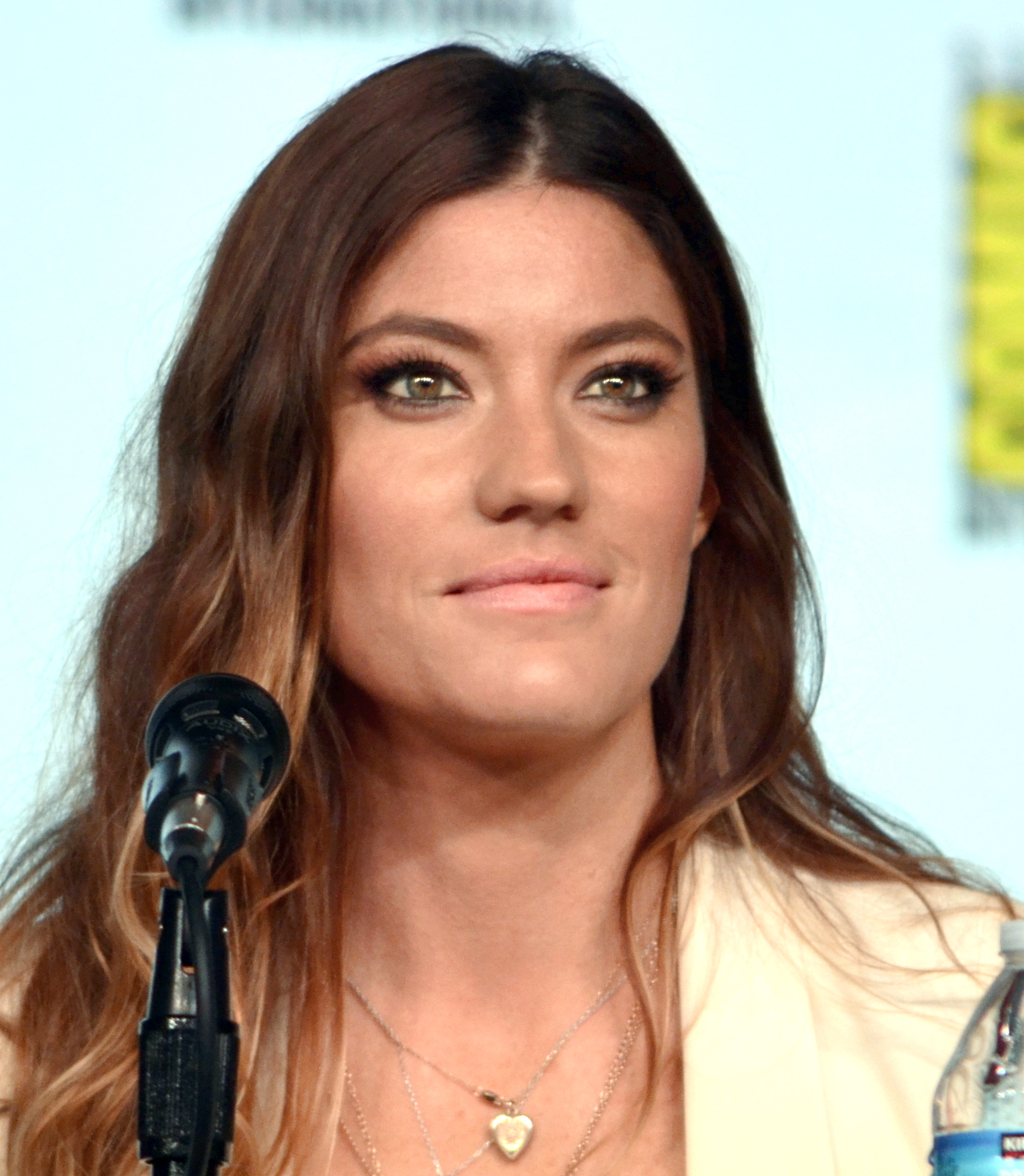
Jennifer Carpenter (* 1979)

- Carpenter, John (1884–1933), US-amerikanischer Sprinter
- Carpenter, John (* 1948), US-amerikanischer Regisseur, Drehbuchautor und Komponist
- Carpenter, John (* 1967), US-amerikanischer Spielshow-Gewinner
- Carpenter, John Alden (1876–1951), US-amerikanischer Komponist
- Carpenter, Johnny (1914–2003), US-amerikanischer Schauspieler
- Carpenter, Karen (1950–1983), amerikanische Sängerin
- Carpenter, Katie, US-amerikanische Schauspielerin, Kostümdesigner, Produzent
- Carpenter, Keion (1977–2016), US-amerikanischer American-Football-Spieler
- Carpenter, Ken, US-amerikanischer Schauspieler und Autor
- Carpenter, Ken (1913–1984), US-amerikanischer Diskuswerfer
- Carpenter, Ken (* 1965), US-amerikanischer Bahnradsportler
- Carpenter, Kenneth (* 1949), japanisch-US-amerikanischer Paläontologe
- Carpenter, Kip (* 1979), US-amerikanischer Eisschnellläufer
- Carpenter, Leonard (1902–1994), US-amerikanischer Ruderer
- Carpenter, Levi D. (1802–1856), US-amerikanischer Jurist und Politiker
- Carpenter, Lewis C. (1836–1908), US-amerikanischer Politiker
- Carpenter, Liam (* 1996), englisch-deutscher Basketballspieler und Influencer
- Carpenter, Loren (* 1947), US-amerikanischer Informatiker/Computerfachmann/Computergrafikspezialist- und Entwickler und Ingenieur
- Carpenter, Louis George (1861–1935), US-amerikanischer Ingenieur und Hochschullehrer für Wasserbau und Mathematik
- Carpenter, Manon (* 1993), walisische Mountainbikerin
- Carpenter, Margaret Sarah (1793–1872), englische Malerin
- Carpenter, Mary (1807–1877), britische Pädagogin und Sozialreformerin
- Carpenter, Mary Chapin (* 1958), US-amerikanische Country- und Folk-SängerinMary Chapin Carpenter (* 1958)

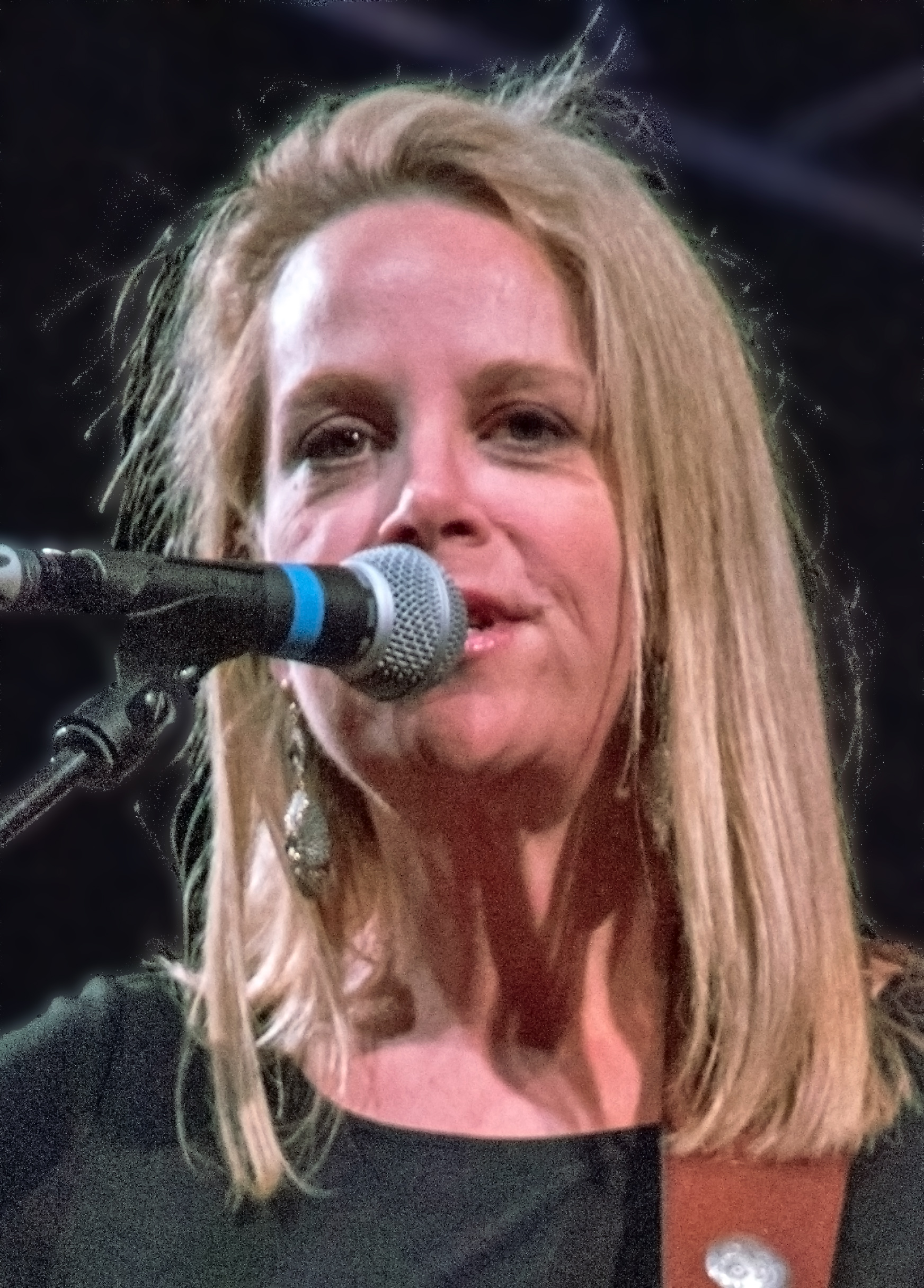
Mary Chapin Carpenter (* 1958)

- Carpenter, Matthew H. (1824–1881), US-amerikanischer Politiker
- Carpenter, Michael E. (* 1947), US-amerikanischer Anwalt und Politiker
- Carpenter, Minnie Lindsay († 1960), australische Heilsarmistin und Schriftstellerin
- Carpenter, Percy (1820–1895), englischer Maler
- Carpenter, Pete (1914–1987), US-amerikanischer Komponist
- Carpenter, Philip Pearsall (1819–1877), britischer Presbyterianer, Sozialreformer und Konchologe
- Carpenter, Randolph (1894–1956), US-amerikanischer Politiker
- Carpenter, Rhys (1889–1980), US-amerikanischer Klassischer Archäologe
- Carpenter, Richard (1929–2012), britischer Schriftsteller, Drehbuchautor und Schauspieler
- Carpenter, Richard (* 1946), US-amerikanischer Musiker und Komponist
- Carpenter, Robin (* 1992), US-amerikanischer Radrennfahrer
- Carpenter, Rolla C. (1852–1919), US-amerikanischer Ingenieur und Hochschullehrer
- Carpenter, Rollo (* 1965), britischer Informatiker
- Carpenter, Rosemary, britische Genetikerin und Botanikerin
- Carpenter, Russell (* 1950), US-amerikanischer Kameramann
- Carpenter, Ryan (* 1991), US-amerikanischer Eishockeyspieler
- Carpenter, Sabrina (* 1999), US-amerikanische Schauspielerin und SängerinSabrina Carpenter (* 1999)

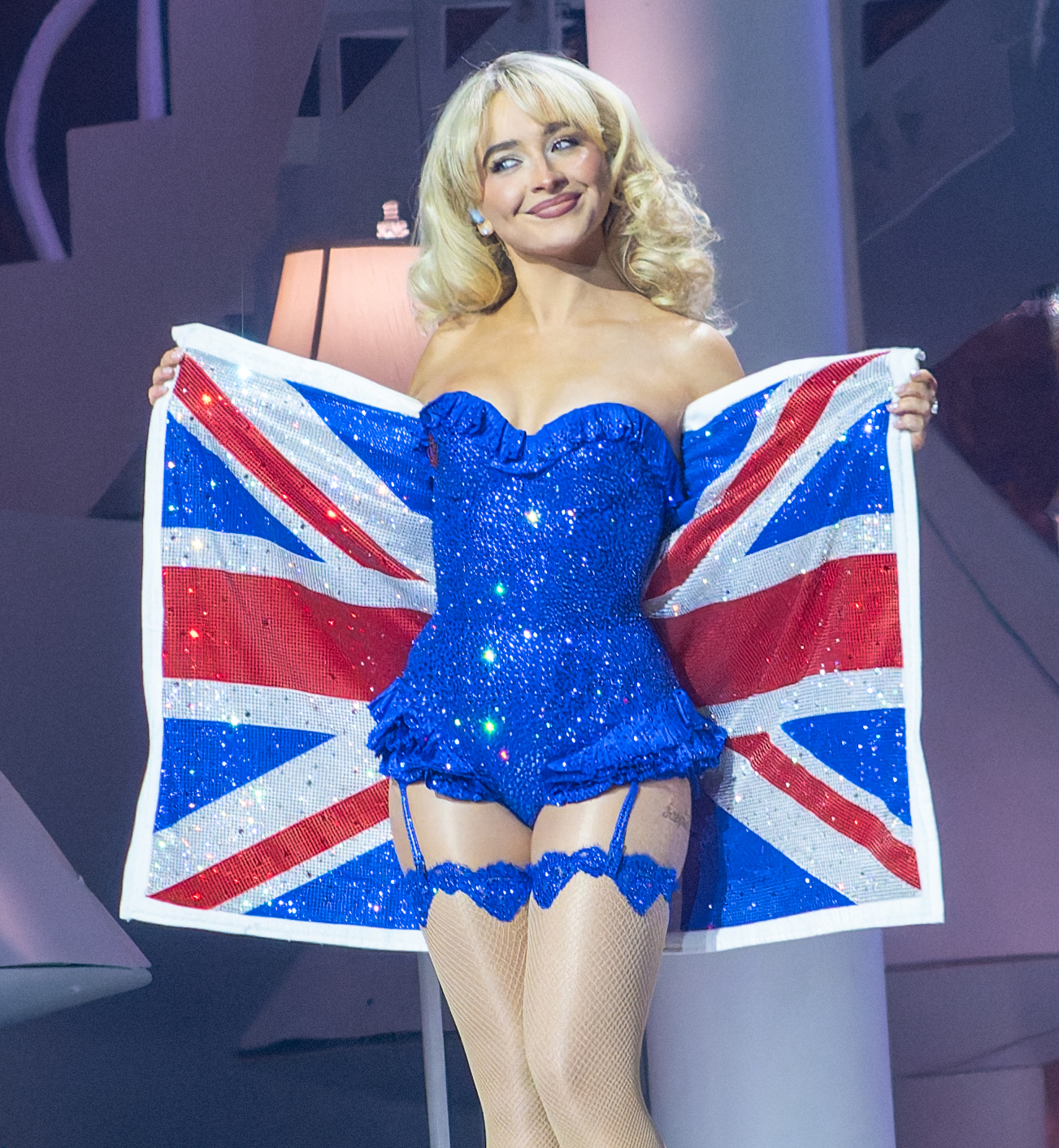
Sabrina Carpenter (* 1999)

- Carpenter, Scott (1925–2013), US-amerikanischer Astronaut und AquanautScott Carpenter (1925–2013)

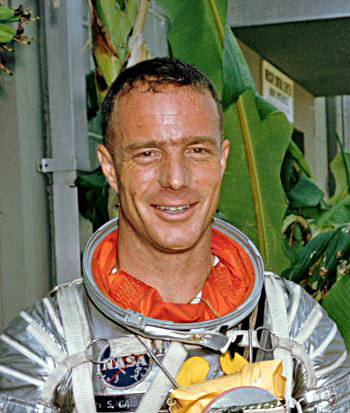
Scott Carpenter (1925–2013)

- Carpenter, Stephen, amerikanischer Autor, Regisseur und Kameramann
- Carpenter, Stephen R. (* 1952), US-amerikanischer Ökologe
- Carpenter, Tanya (* 1975), deutsche Autorin
- Carpenter, Ted Galen (* 1947), US-amerikanischer Politologe
- Carpenter, Teresa (* 1948), US-amerikanische Schriftstellerin
- Carpenter, Terry (1900–1978), US-amerikanischer Politiker
- Carpenter, Thelma (1922–1997), US-amerikanische Jazzsängerin und Schauspielerin
- Carpenter, Tommy (1925–2022), englischer Fußballspieler
- Carpenter, Wade (* 1973), US-amerikanischer Schauspieler
- Carpenter, William (1818–1899), englischer Maler
- Carpenter, William Benjamin (1813–1885), englischer Physiologe und Naturforscher
- Carpenter, Willie C., US-amerikanischer Schauspieler und Synchronsprecher
- Carpenter-Phinney, Connie (* 1957), US-amerikanische Radrennfahrerin und Eisschnellläuferin
- Carpentier Alting, Bart (* 1954), niederländischer Rennrodler und Bobfahrer
- Carpentier, Alain (* 1933), französischer Herzchirurg
- Carpentier, Alejo (1904–1980), kubanisch-französischer SchriftstellerAlejo Carpentier (1904–1980)

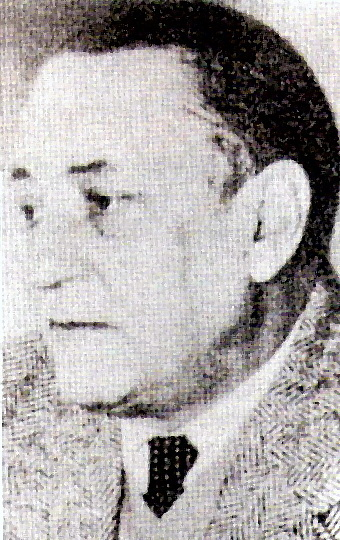
Alejo Carpentier (1904–1980)

- Carpentier, Alexandra (* 1987), französische Mathematikerin und Hochschullehrerin
- Carpentier, Évariste (1845–1922), belgischer Maler des Post-Impressionismus
- Carpentier, Georges (1894–1975), französischer Boxer
- Carpentier, Jan (* 1954), deutscher Fernsehmoderator und Journalist
- Carpentier, Jules (1851–1921), französischer Ingenieur, Urheber zahlreicher Erfindungen auf dem Gebiet der Optik, der Fotografie und des Films
- Carpentier, Marcel (1895–1977), französischer Heeresoffizier
- Carpentier, Patrick (* 1971), kanadischer Rennfahrer
- Carpentier, Pierre (1913–1943), französisches Mitglied der Résistance
- Carpentier, Pieter de (1586–1659), Generalgouverneur von Niederländisch-Indien
- Carpentier, René (1928–1997), französischer Politiker (FKP), Abgeordneter der Nationalversammlung und Bürgermeister von Trith-Saint-Léger
- Carpentieri, Luigi (1920–1987), italienischer Filmproduzent
- Carpentieri, Renato (* 1943), italienischer Schauspieler
- Carpentras († 1548), französischer Komponist
- Carpentries, François de, französischer Regisseur
- Carper, Tom (* 1947), US-amerikanischer Politiker der Demokratischen Partei

### Carpi
- Carpi, Alberto (1926–1944), italienischer Mann (Südtirol), Opfer des Holocaust
- Carpi, Aldo (1886–1973), italienischer Künstler, Maler und Verfasser von Berichten aus dem KZ Mauthausen–Gusen
- Carpi, Anna Maria (* 1939), italienische Autorin und Übersetzerin
- Carpi, Antonio Maria da, italienischer Maler der venezianischen Schule
- Carpi, Fabio (1925–2018), italienischer Drehbuchautor, Filmregisseur und Schriftsteller
- Carpi, Fiorenzo (1918–1997), italienischer Komponist und Pianist
- Carpi, Germana (1927–1944), italienisches Opfer des Holocaust
- Carpi, Giovan Battista (1927–1999), italienischer Comiczeichner und -autor
- Carpi, Pier (1940–2000), italienischer Comicautor, Schriftsteller, Drehbuchautor und Filmregisseur
- Carpi, Renzo (1887–1944), Bozner Händler und Opfer des Holocaust
- Carpi, Tito (1931–1998), italienischer Drehbuchautor
- Carpi-Rimini, Lucia (1900–1944), Opfer des Holocaust
- Carpignano, Vittorio (* 1918), italienischer Dokumentarfilmer
- Carpinato, Caterina (* 1963), italienische Neogräzistin
- Carpinello, James (* 1975), US-amerikanischer SchauspielerJames Carpinello (* 1975)

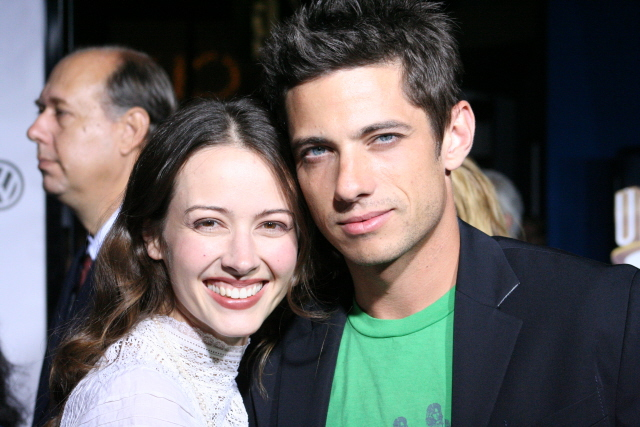
James Carpinello (* 1975)

- Carpino, Francesco (1905–1993), italienischer Geistlicher, Erzbischof von Palermo und ein Kardinal
- Carpino, Louis (1927–2019), US-amerikanischer Chemiker
- Carpintero, Santiago (* 1976), spanischer Fußballspieler
- Carpio, Luzmila (* 1954), bolivianische Sängerin
- Carpio, Salvador Cayetano (1918–1983), salvadorianischer Politiker
- Carpioni, Giulio (1613–1678), italienischer Barockmaler und Radierer
- Carpizo MacGregor, Jorge (1944–2012), mexikanischer Jurist, Politiker und Rektor der UNAM
- Carpizo, Tirzo (* 1966), mexikanischer Fußballtorhüter

### Carpo
- Carpo, Arsénio Pompílio Pompeu de (1792–1869), portugiesischer Sklavenhändler, Kommunalpolitiker und Unternehmer
- Carposio, Ilario (1852–1921), italienischer Fotograf
- Carpov, Jakob (1699–1768), deutscher Philosoph, Theologe, Mathematiker, Rektor und Universalgelehrter
- Carpov, Paul Theodor (1714–1765), deutscher Philologe, Theologe und Hochschullehrer

### Carpr
- Carpréaux, Marjorie (* 1987), belgische Basketballspielerin

### Carps
- Carpser, Peter († 1759), deutscher Mediziner in Hamburg und Mitbegründer der ältesten deutschen Freimaurer-Loge

### Carpu
- Carpus, christlicher Märtyrer und Heiliger
- Carpus von Beröa, Jünger Jesu und Bischof in Beröa

### Carpz
- Carpzov II., Friedrich Benedict (1702–1744), deutscher Jurist und Rechtswissenschaftler
- Carpzov III., Johann Benedict (1675–1739), deutscher Historiker, Jurist und Politiker
- Carpzov, August (1612–1683), Jurist und Staatsmann
- Carpzov, August Benedict (1644–1708), deutscher Rechtswissenschaftler
- Carpzov, Benedikt der Ältere (1565–1624), deutscher Jurist und Professor der Rechtswissenschaften
- Carpzov, Benedikt der Jüngere (1595–1666), deutscher Strafrechtler, Hexentheoretiker und Begründer der deutschen RechtswissenschaftBenedikt Carpzov der Jüngere (1595–1666)

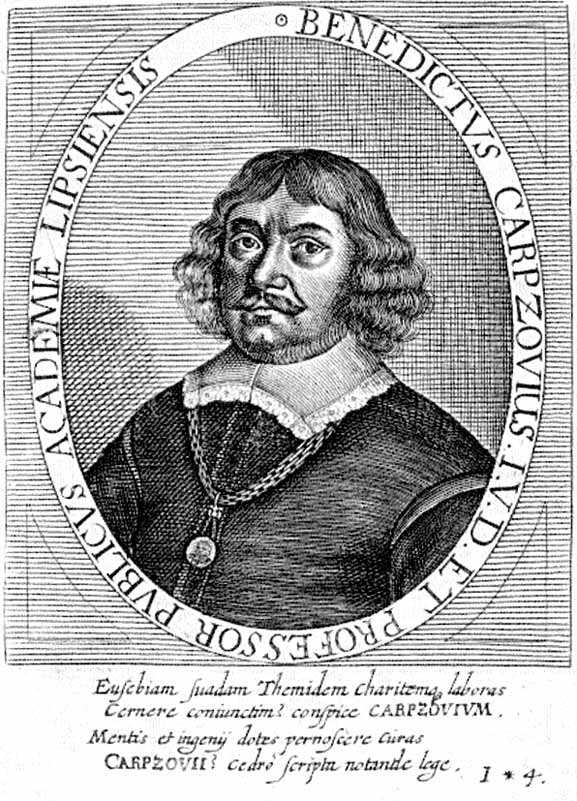
Benedikt Carpzov der Jüngere (1595–1666)

- Carpzov, Christian (1605–1642), deutscher Jurist und Rechtswissenschaftler
- Carpzov, Friedrich Benedict (1649–1699), deutscher Jurist, Ratsherr und Baumeister
- Carpzov, Joachim von (1585–1628), braunschweigischer Obrist
- Carpzov, Johann Benedict II. (1639–1699), deutscher lutherischer Theologe, Ethnologe und Philologe
- Carpzov, Johann Benedikt (1720–1803), deutscher Theologe und Philologe
- Carpzov, Johann Benedikt I. (1607–1657), deutscher evangelischer Theologe
- Carpzov, Johann Gottlob (1679–1767), deutscher evangelischer Theologe
- Carpzov, Konrad (1593–1658), deutscher Rechtswissenschaftler und Staatsmann
- Carpzov, Samuel Benedict (1647–1707), deutscher Poet und lutherischer Theologe